# Jonatan Álvez
Jonatan Daniel Álvez Sagar (Vichadero, Departamento de Rivera, Uruguay; 31 de mayo de 1988) es un futbolista uruguayo. Juega como delantero y su primer equipo fue Boston River. Actualmente milita en Cerrito de la Segunda División.

## Trayectoria

### Comienzos
Debutó en Primera División con Boston River en el año 2008.
En 2011 se sumó a las filas de Torque, club con el cual ascendió de Segunda B Amateur a Segunda División en la temporada 2011-12 al coronarse campeones. En la temporada 2012-13 anotó 17 goles y su club fue el más goleador del campeonato con 43 goles. Finalizó 5.º y jugó el playoff por el ascenso a la máxima categoría, perdió en la final por penales ante el Miramar Misiones.

### Danubio
Para la temporada 2013-14 fue cedido a préstamo por 1 año a Danubio, de inmediato mostró su categoría. Terminó el Torneo Apertura con 6 goles, 2 asistencias y campeón en la última fecha.
Fue figura del Torneo Clausura, aportó 11 goles y 3 asistencias en los 15 partidos que disputó, se consagró como el máximo goleador de su equipo y del torneo. Debido a una lesión no pudo estar en las finales para definir el Campeonato Uruguayo, igualmente Danubio venció a Wanderers en el tercer partido y se quedó con el título.

### Liga de Quito

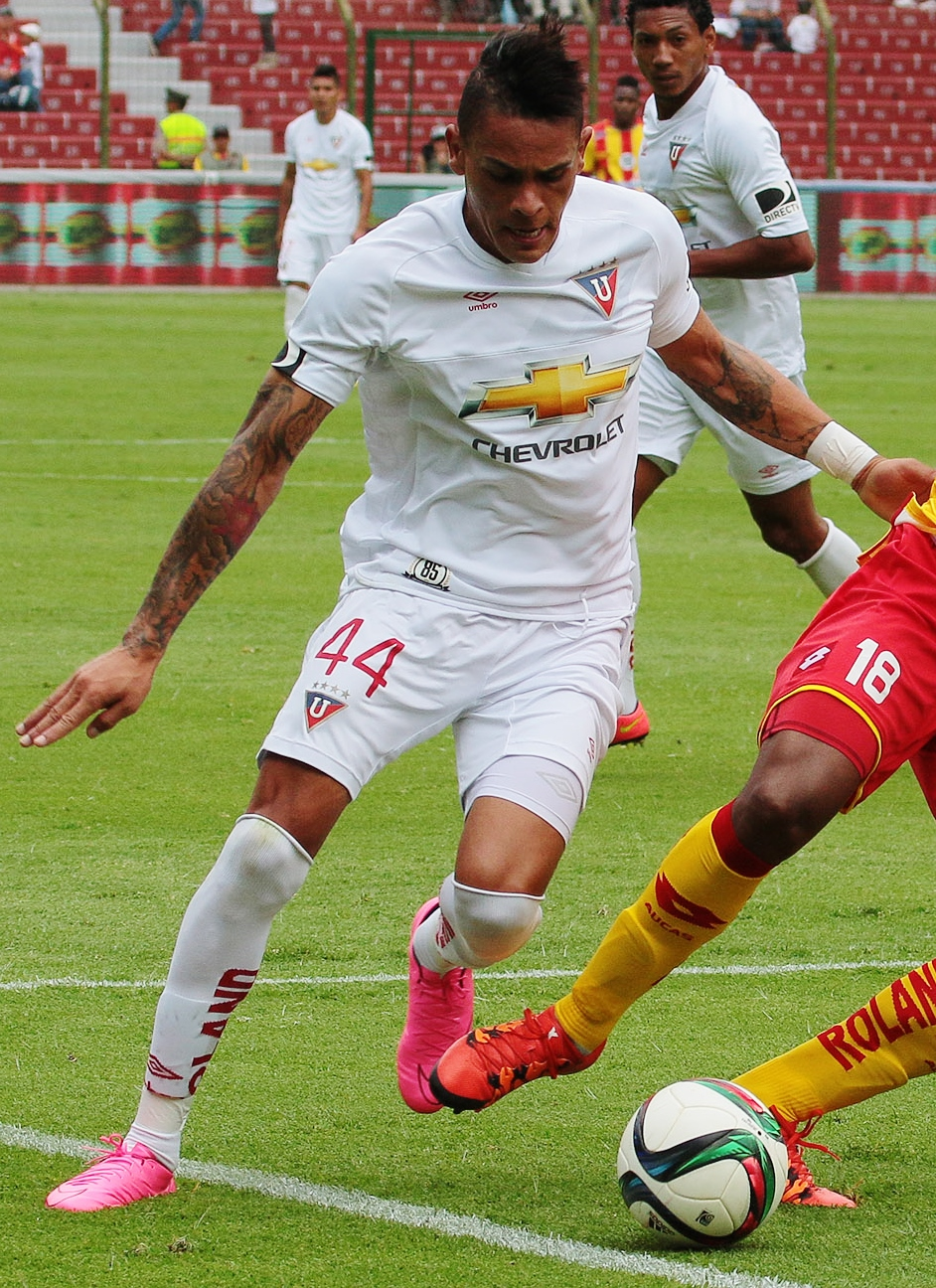
Jonatan Álvez con la Liga de Quito en 2015.

Fichó por Liga Deportiva Universitaria de Quito para la temporada 2015/16, como gran objetivo de ganar la Copa Sudamericana. Sin embargo, en su debut se llevó una tarjeta roja por dar un codazo a un rival del Zamora venezolano.
El 30 de septiembre de 2015 en el enfrentamiento de vuelta frente a River Plate, erró un tiro penal, lo que significó su eliminación de la Copa Sudamericana en octavos de final. Álvez jugó 5 partidos internacionales, pero no convirtió goles.
Tuvo una buena temporada con el equipo ecuatoriano, en los 18 partidos que jugó por el campeonato local, anotó 10 goles, fueron a un playoff contra Emelec para decidir el campeón de la temporada pero perdieron por un global de 3 a 1.
Para la temporada siguiente, asumió como técnico de Liga de Quito el chileno - argentino Claudio Borghi, quien no lo consideró en la pretemporada de 2016. Jonatan faltó a una práctica el 1 de febrero y Borghi no lo dejó ser parte de los entrenamientos.
El 4 de febrero de 2016, fue inscripto por Vélez Sarfield, para negociar su fichaje. Pero no llegaron a un acuerdo con el equipo argentino.

### Barcelona Sporting Club
Finalmente, el 5 de febrero, acordó su pase al Barcelona Sporting Club, a pedido del técnico uruguayo Guillermo Almada. Firmó contrato el 7 de febrero, por cuatro años, se le adjudicó la camiseta número 44. Debutó con su nuevo club el 17 de febrero, fue titular contra Guayaquil City, anotó un gol de penal y ganaron 3 a 0 por el campeonato local.
El 15 de mayo, fue figura en el clásico, partido en el cual los canarios golearon 5 a 0 a su eterno rival Emelec, Jonatan se destacó en el encuentro y marco el último gol de penal al minuto 93, para llegar a su séptima anotación en el torneo y quedar como máximo goleador. Y tras una gran campaña a lo largo del año, se coronó campeón con Barcelona SC, una fecha antes de la finalización del torneo, con 20 goles en su cuenta en 36 partidos jugados.
Marcó su primer triplete frente al Clan Juvenil en la victoria 4 - 1, actualmente hasta la fecha 16 del campeonato, es el goleador del campeonato, lleva 10 goles en 15 partidos jugados por el torneo local, sin contar la Libertadores.
Fue elegido en el equipo ideal de los cuartos final de la libertadores, Gracias a sus dos goles que le hizo al mítico Santos de Pele, tanto en Guayaquil como en Brasil.
Marco su gol 15 y16 gol de la temporada frente al Delfín en la 11 ava y 12 ava fecha de la segunda etapa.

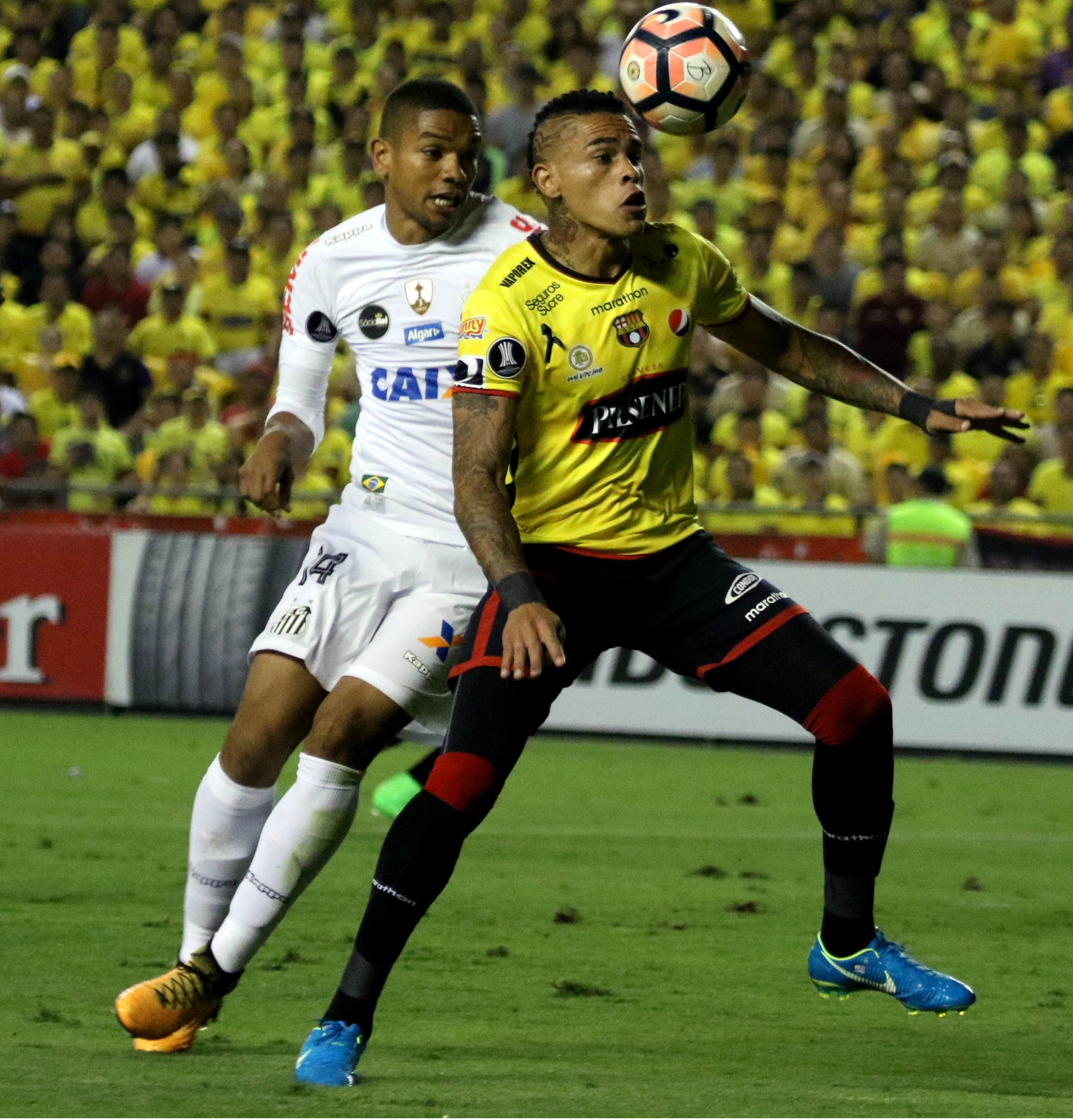
Jonatan Álvez jugando ante el Santos, por los cuartos de final de la Copa Libertadores de 2017.

Marco su sexto gol de la Libertadores 2017, frente a Grêmio en el Arena Do Grêmio por las semifinales en una victoria histórica 1 a 0, siendo un verdugo para los equipos Brasileños y sobre todo fue protagonista en las victorias frente a Botafogo, Santos y Grêmio de visita en Brasil, algo que jamás había pasado en la historia de la competición. Marcó de penal su gol 18.º frente a Clan Juvenil en la sufrida victoria 2x1 en Guayaquil.
Marcó un gol, el 19 en el torneo y el 25 en su cuenta personal de la temporada, desde 30 metros con un trallazo frente a U. Católica en la victoria 2x1.
El diario As de España hizo un seguimiento frecuente a la Copa Libertadores de América, y luego de la realización del torneo, que finalmente tuvo a Grêmio como campeón del continente, realizaron un once ideal con los mejores, entre los que figura un jugador de Barcelona SC.
El delantero uruguayo Jonatan Álvez, autor de seis goles en el torneo internacional, fue incluido como parte de la ofensiva destacada. Esto publicaron: Héroe goleador de Barcelona de Ecuador, que rozó la final y puso en aprietos incluso al campeón Grêmio en semifinales. Todo lo bueno que está haciendo en el campeonato ecuatoriano lo trasladó el delantero charrúa a la Libertadores. Todo carácter y olfato, además de capacidad de liderazgo como demostró ante Santos en cuartos en un encuentro de vuelta de verdadero mérito.
El oncea ideal final quedó con: Grohe; Montiel, Kanneman, Braghieri, Bruno Cortez; Arthur, Marcone, Luan; Lautaro Acosta, Sand, Álvez.
Marco su gol 20 del campeonato e igualó su marca pasada frente a Fuerza Amarilla en la victoria 2x0 en Machala con una volea.

### Junior de Barranquilla
Su debut en Junior se realizó el 4 de febrero de 2018 bajo la dirección técnica de Alexis Mendoza en un partido frente al Atlético Bucaramanga, se le vio muy bien al "loco" a pesar no poder convertir. Luego, el 19 de abril bajo la dirección técnica de Julio Comesaña en un partido contra Alianza Lima por Libertadores de grupo H, convierte el marcador final 0-2 a favor del conjunto tiburón.

### Internacional de Porto Alegre
Tras un paso breve en el Junior de Barranquilla, el 12 de julio de 2018, fue presentado como nuevo jugador del club.

### Barcelona Sporting Club
Tras un breve paso por el internacional de porto alegre, el jugador regresa al Barcelona de Guayaquil con opción de compra, marcó 6 goles en la temporada 2020, ganó la segunda etapa y enfrentaron al ganador de la primera etapa Liga Deportiva Universitaria de Quito, el primer partido de ida en la final se jugó en el 23 de diciembre de 2020 en Guayaquil en el Estadio monumental de Barcelona Sporting Club el cual quedó empatado 1-1 con gol de Jhojan Julio, mientras que "El Loco" Jonatan Álvez marcó el gol del empate definitivo que terminaría de darles esperanzas al Barcelona para su visita en el partido de vuelta, el 29 de diciembre de 2020 se jugó en Quito la final de vuelta en el estadio Rodrigo Paz Delgado más conocido como "casa blanca", el partido terminó empatado 0-0, en un encuentro sin goles pero con oportunidades para ambos equipos, se definió en penales, Jonatan Álvez fue quien se encargó de abrir la cuenta para el Barcelona, Matias Oyola,Damián Díaz marcaron el segundo y el tercer gol, mientras que para Liga el primer penal que abrió la cuenta fue de Jordy Alcívar, el segundo penal fue errado por Ezequiel Piovi y Franklin Guerra fallaba el tercer penal y así una vez más Barcelona Sporting Club salía campeón del fútbol ecuatoriano de la Liga Pro 2020 con su ansiada estrella número 16 y Jonatan Álvez conseguía su segundo título con el Barcelona Sporting Club siendo una figura importante en ambos títulos, la estrella 15 en 2016, y la estrella 16 en 2020.

### Atlético Nacional
El 3 de enero de 2021 el club antioqueño hizo oficial la contratación del jugador uruguayo. El 2 de marzo de 2021 hizo su primer gol con la camiseta de Atlético Nacional.

### Unión de Santa Fe
El 26 de enero de 2022 llega al Tatengue después de quedar libre con Atlético Nacional. El 22 de febrero marca su primer gol con la camiseta de Unión frente al Club Atlético Tucumán por la Copa de la Liga Profesional, dándole la victoria a su equipo frente a los tucumanos por 1 a 0.

## Clubes
- Actualizado al 27 de julio de 2025

| Club                         | Div.                | Temporada           | Liga | Liga | Copa Nacional | Copa Nacional | Copa Internacional | Copa Internacional | Total | Total |
| Club                         | Div.                | Temporada           | PJ   | G    | PJ            | G             | PJ                 | G                  | PJ    | G     |
| ---------------------------- | ------------------- | ------------------- | ---- | ---- | ------------- | ------------- | ------------------ | ------------------ | ----- | ----- |
| Boston River · Uruguay       | 2.ª                 | 2007/08             | ?    | ?    | -             | -             | -                  | -                  | ?     | ?     |
| Boston River · Uruguay       | 2.ª                 | 2008/09             | ?    | ?    | -             | -             | -                  | -                  | ?     | ?     |
| Boston River · Uruguay       | Total               | Total               | ?    | ?    | -             | -             | -                  | -                  | ?     | ?     |
| Coraceros · Uruguay          | 3.ª                 | 2009/10             | 20   | 13   | -             | -             | -                  | -                  | 20    | 13    |
| Coraceros · Uruguay          | Total               | Total               | 20   | 13   | -             | -             | -                  | -                  | 20    | 13    |
| Platense · Uruguay           | 3.ª                 | 2010/11             | 11   | 9    | -             | -             | -                  | -                  | 11    | 9     |
| Platense · Uruguay           | Total               | Total               | 11   | 9    | -             | -             | -                  | -                  | 11    | 9     |
| Torque · Uruguay             | 3.ª                 | 2011/12             | 24   | 27   | -             | -             | -                  | -                  | 24    | 27    |
| Torque · Uruguay             | 2.ª                 | 2012/13             | 26   | 17   | -             | -             | -                  | -                  | 26    | 17    |
| Torque · Uruguay             | Total               | Total               | 50   | 44   | -             | -             | -                  | -                  | 50    | 44    |
| Danubio · Uruguay            | 1.ª                 | 2013/14             | 28   | 15   | -             | -             | -                  | -                  | 28    | 15    |
| Danubio · Uruguay            | 1.ª                 | 2023                | 5    | 0    | -             | -             | 1                  | 0                  | 6     | 0     |
| Danubio · Uruguay            | Total               | Total               | 33   | 15   | -             | -             | 1                  | 0                  | 34    | 15    |
| Vitória Guimarães Portugal   | 1.ª                 | 2014/15             | 19   | 5    | 2             | 0             | -                  | -                  | 21    | 5     |
| Vitória Guimarães Portugal   | Total               | Total               | 19   | 5    | 2             | 0             | -                  | -                  | 21    | 5     |
| Liga de Quito · Ecuador      | 1.ª                 | 2015                | 18   | 10   | -             | -             | 5                  | 0                  | 23    | 10    |
| Liga de Quito · Ecuador      | Total               | Total               | 18   | 10   | -             | -             | 5                  | 0                  | 23    | 10    |
| Barcelona · Ecuador          | 1.ª                 | 2016                | 38   | 19   | -             | -             | 1                  | 0                  | 39    | 19    |
| Barcelona · Ecuador          | 1.ª                 | 2017                | 39   | 20   | -             | -             | 10                 | 6                  | 49    | 26    |
| Barcelona · Ecuador          | 1.ª                 | 2019                | 11   | 3    | -             | -             | -                  | -                  | 11    | 3     |
| Barcelona · Ecuador          | 1.ª                 | 2020                | 20   | 6    | -             | -             | 10                 | 2                  | 30    | 8     |
| Barcelona · Ecuador          | Total               | Total               | 108  | 48   | -             | -             | 21                 | 8                  | 129   | 56    |
| Junior · Colombia            | 1.ª                 | 2018                | 17   | 1    | -             | -             | 5                  | 1                  | 22    | 2     |
| Junior · Colombia            | Total               | Total               | 17   | 1    | -             | -             | 5                  | 1                  | 22    | 2     |
| Internacional · Brasil       | 1.ª                 | 2018                | 17   | 4    | -             | -             | -                  | -                  | 17    | 4     |
| Internacional · Brasil       | 1.ª                 | 2019                | 2    | 1    | -             | -             | -                  | -                  | 2     | 1     |
| Internacional · Brasil       | 1.ª                 | 2019                | 3    | 0    | -             | -             | -                  | -                  | 3     | 0     |
| Internacional · Brasil       | Total               | Total               | 22   | 5    | -             | -             | -                  | -                  | 22    | 5     |
| Atlético Nacional · Colombia | 1.ª                 | 2021                | 32   | 5    | 8             | 4             | 10                 | 1                  | 50    | 10    |
| Atlético Nacional · Colombia | Total               | Total               | 32   | 5    | 8             | 4             | 10                 | 1                  | 50    | 10    |
| Unión Argentina              | 1.ª                 | 2022                | 12   | 3    | 7             | 2             | 5                  | 1                  | 24    | 6     |
| Unión Argentina              | Total               | Total               | 12   | 3    | 7             | 2             | 5                  | 1                  | 24    | 6     |
| Naranja Mekánica · Ecuador   | 3.ª                 | 2023                | 4    | 1    | -             | -             | -                  | -                  | 4     | 1     |
| Naranja Mekánica · Ecuador   | 4.ª                 | 2024                | 3    | 3    | 1             | 0             | -                  | -                  | 4     | 3     |
| Naranja Mekánica · Ecuador   | Total               | Total               | 7    | 4    | 1             | 0             | -                  | -                  | 8     | 4     |
| Cerrito · Uruguay            | 2.ª                 | 2025                | 18   | 3    | -             | -             | -                  | -                  | 18    | 3     |
| Cerrito · Uruguay            | Total               | Total               | 18   | 3    | -             | -             | -                  | -                  | 18    | 3     |
| Total en su carrera          | Total en su carrera | Total en su carrera | 367  | 165  | 18            | 6             | 47                 | 11                 | 432   | 182   |

## Palmarés

### Campeonatos nacionales
| Título                   | Club              | País     | Año  |
| ------------------------ | ----------------- | -------- | ---- |
| Segunda División Amateur | Torque            | Uruguay  | 2012 |
| Campeonato Uruguayo      | Danubio           | Uruguay  | 2014 |
| Serie A                  | Barcelona         | Ecuador  | 2016 |
| Serie A                  | Barcelona         | Ecuador  | 2020 |
| Copa Colombia            | Atlético Nacional | Colombia | 2021 |

### Distinciones individuales
| Distinción                                                           | Año  |
| -------------------------------------------------------------------- | ---- |
| Goleador del Torneo Clausura                                         | 2014 |
| Mejor delantero del Campeonato Uruguayo para El Observador           | 2014 |
| XI ideal del Campeonato Uruguayo para El Observador                  | 2014 |
| Incluido en el 11 ideal de la Copa Banco del Pacífico                | 2016 |
| Mejor delantero de la Copa Banco del Pacífico                        | 2016 |
| Parte de los mejores 10 extranjeros de 2016 para Ecuagol             | 2016 |
| Incluido en el 11 ideal de la Serie A de Ecuador por Claro           | 2016 |
| Equipo ideal de los cuartos de final de la Copa Libertadores         | 2017 |
| Nominado a MVP de la Copa Libertadores                               | 2017 |
| Incluido en el 11 Ideal de la Copa Banco del Pacífico                | 2017 |
| Includio en el 11 ideal de la Copa Libertadores por Diario As España | 2017 |
| Balón de Oro de la Serie A de Ecuador                                | 2017 |
| Goleador de la Copa Colombia                                         | 2021 |